# День города Саратова
День города Саратова — ежегодный общегородской праздник в Саратове. Отмечается во второе воскресенье сентября. Основные торжества традиционно проходят на Театральной площади, Набережной космонавтов, проспекте Кирова и у здании Цирка.Также мероприятия проходят на центральных площадках районов города: Детский парк, сад «Липки», Бульвар Героев Отечества, сквер Дружбы народов, бульвар на ул. Рахова и т. д. Завершает День города праздничный салют.

## История
Празднование дня города Саратова — это ежегодный праздник, который устраивают горожане в честь основания города 12 июля 1590 года. Праздник перенесен на осень, для того чтобы большинство горожан успело вернуться с отпусков.
День города отмечается во второе воскресенье сентября. Обычным для праздника являются: проведение музыкальных фестивалей, художественных выставок, фотоконкурсов, праздничных мероприятий для детей и концерт на Театральной площади. Концертные программы показываются на площадках возле фонтанов: «Сердце Волги» на Набережной, «Глобус» в парке «Липки», «Одуванчик» у цирка, фонтан в Детском парке, фонтан в сквере «Рубин», фонтан у Центра народного творчества им. Л.А. Руслановой, фонтан у ДК «Россия», фонтан в сквере «Победа», фонтан на Бульваре Героев Отечества. Также концерты проводятся в Городском парке культуры и отдыха имени Горького, на Новой набережной у якоря, на площадке у Ротонды, на площади им. Федина, на площади им. Петра I, в сквере «Территория детства», в Музее-усадьбе Н.Г. Чернышевского.
В 2019 году в День города в парке Липки была установлена скульптура «Кот Леопольд и мыши» в подарок жителям города.
Карнавальное шествие проводится либо на проспекте Столыпина и улице Волжской, либо на новом пляже.
Завершает концертную программу ко дню города праздничный салют.
Также в дни празднования проходят вручение главной награды города — звание Почетного гражданина города Саратова.

Концерт гармонистов
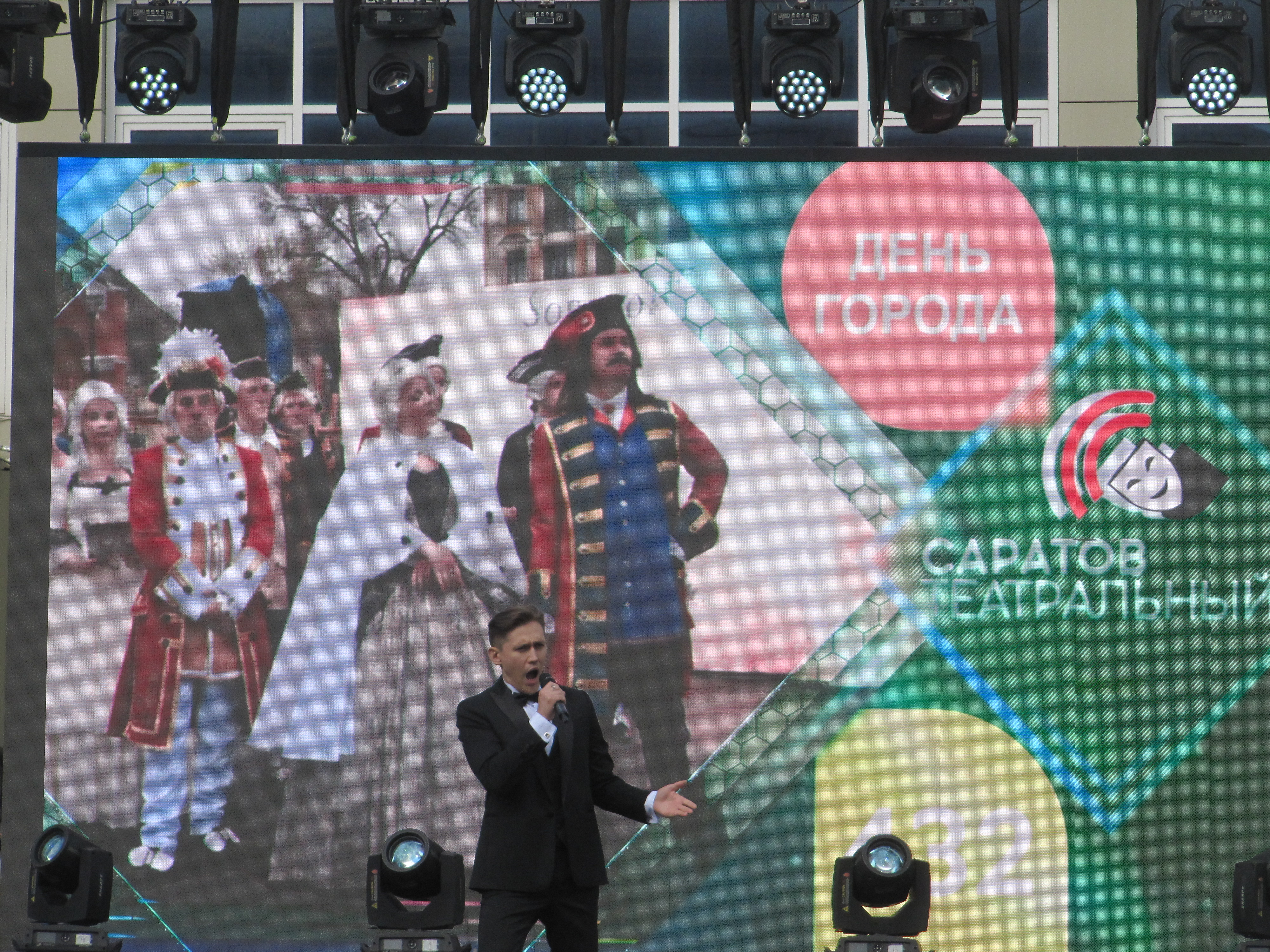
Концерт возле Консерватории
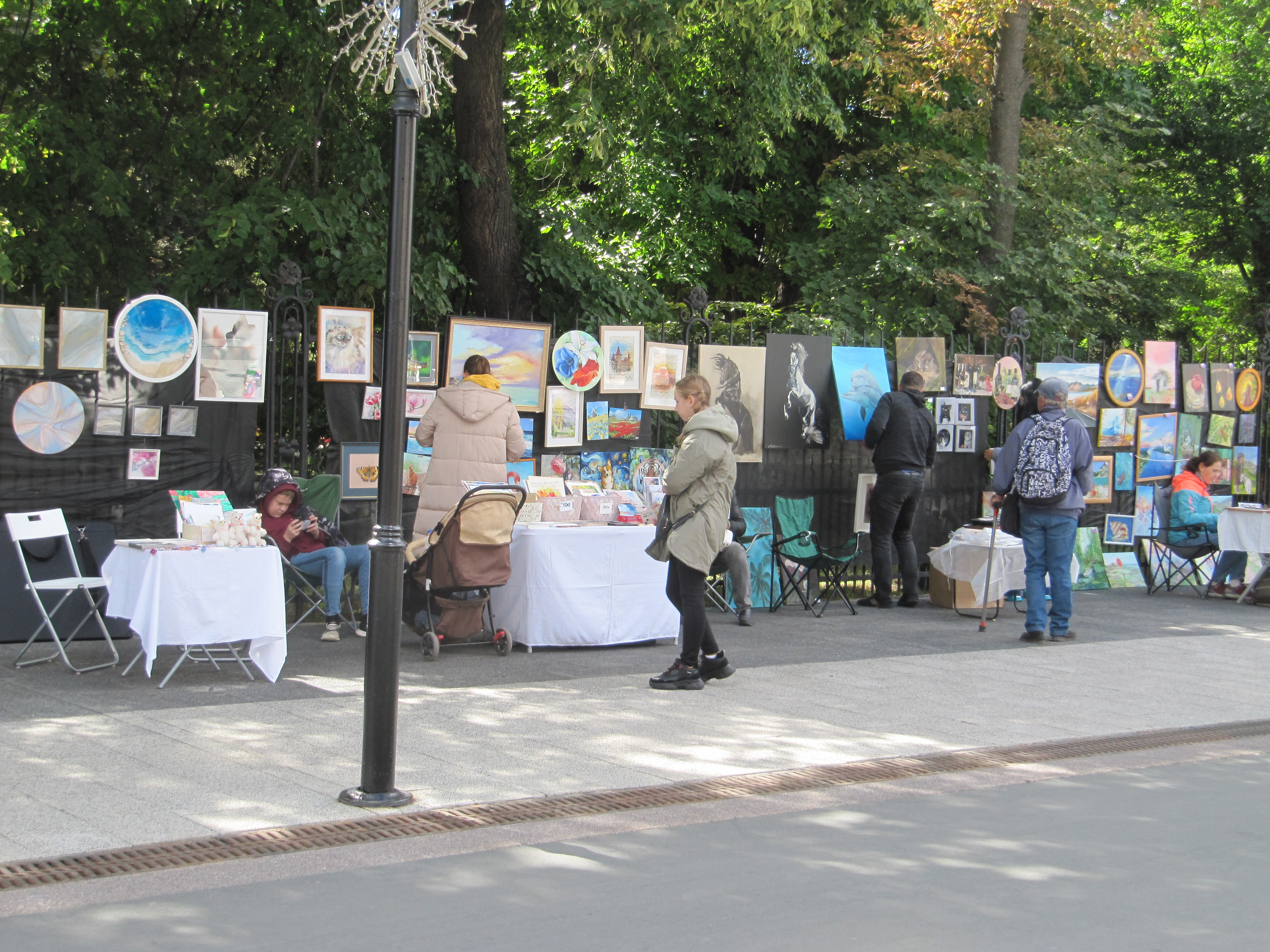
Выставка картин на ограде парка Липки
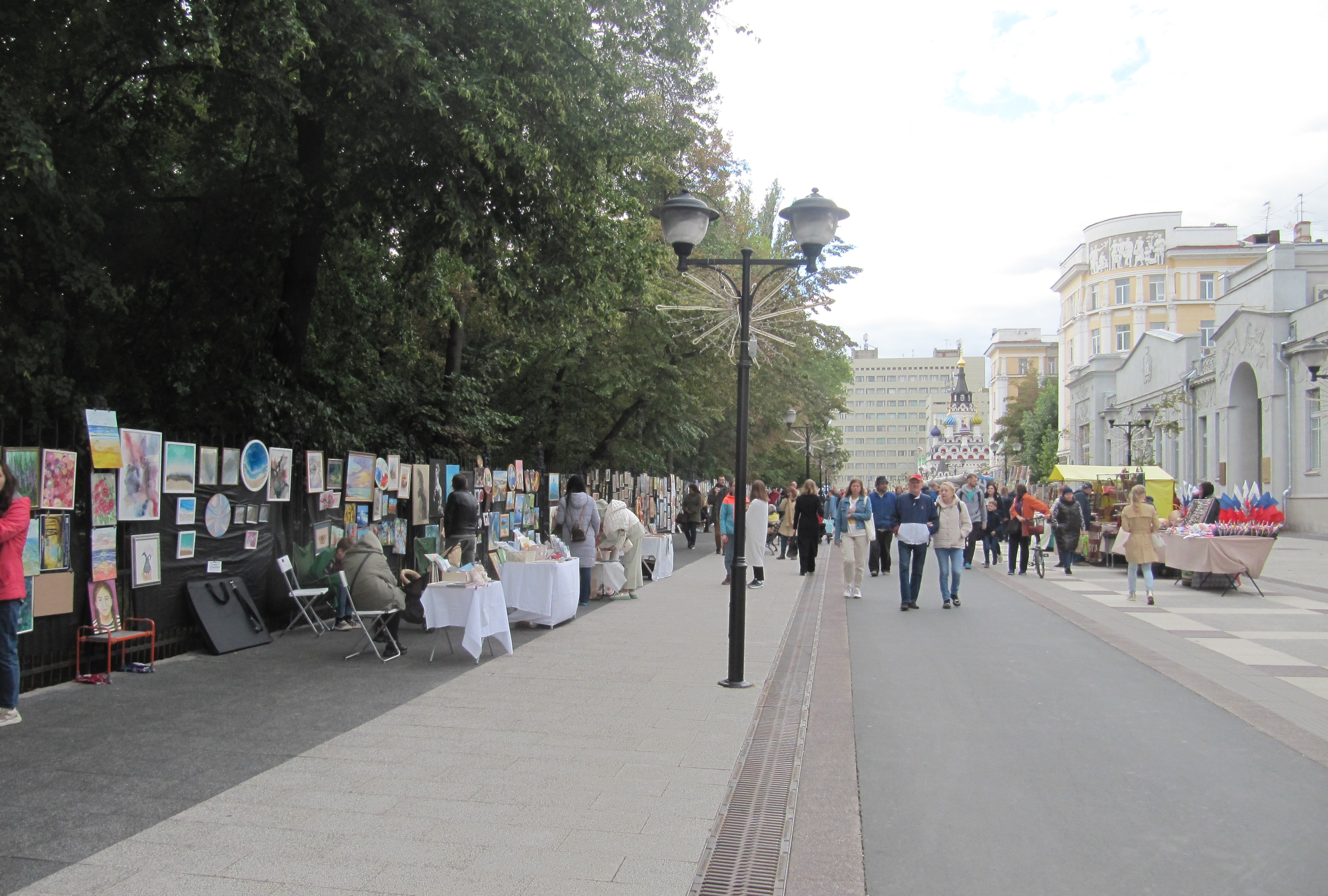
День города Саратова на улице Волжская
Кот Леопольд в парке Липки установлен в 2019г. в День города